# Edifício da FIESP
O Edifício da FIESP, cujo nome oficial é Edifício Luís Eulálio de Bueno Vidigal Filho, é um edifício de autoria do escritório Rino Levi Arquitetos Associados que foi inaugurado no ano de 1979 e que possui uma fachada predominante preta e desenho piramidal. É considerado um cartão postal da cidade e um marco emblemático da vocação paulista para o desenvolvimento.

## Funcionamento
O edifício abriga a sede do Serviço Social da Indústria de São Paulo (Sesi-SP) e do Serviço Nacional de Aprendizagem Industrial de São Paulo (Senai-SP), além do Instituto Roberto Simonsen e a sede de diversos sindicatos filiados.

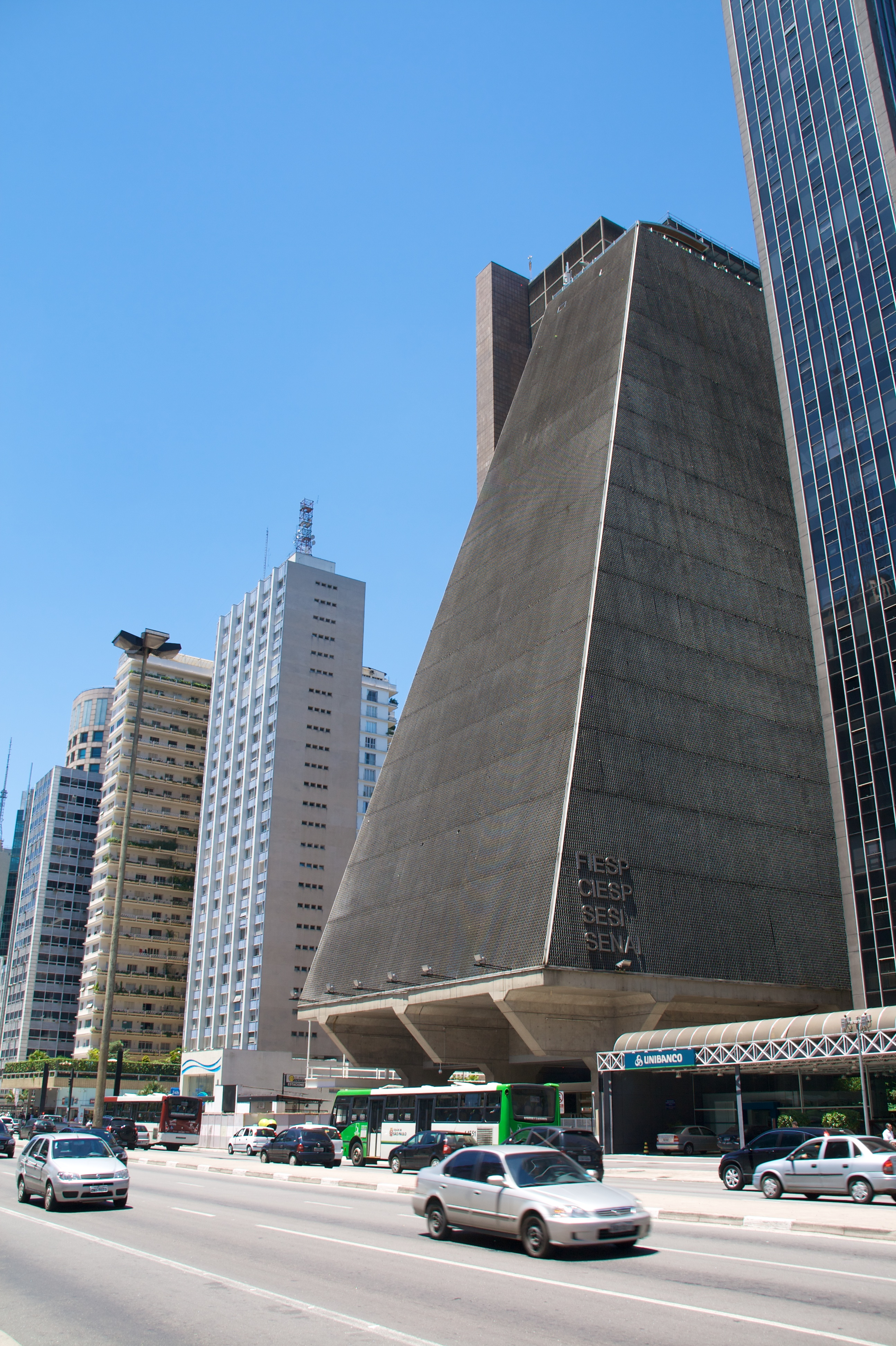
Vista da fachada do Edifício da FIESP